# Vittel (Mineralwasser)
Vittel [viː'tɛl] ist eine Mineralwassermarke der Nestlé Waters Deutschland und wird bislang europaweit vertrieben. Anfang Februar 2022 teilte Nestlé mit, den Verkauf in Deutschland und Österreich noch vor dem Sommer komplett einstellen zu wollen.

## Geschichte
Louis Bouloumié erwarb 1854 die Quelle Grande-Source (ursprünglich Source Gérémoy) im französischen Vittel. Bereits ein Jahr später, 1855, errichtete er eine einfache Baracke aus Fichtenholz über der Grande Source und begann das Wasser in Steinzeugflaschen abzufüllen. Anfänglich wurde sie als Heilbad und Kurort vermarktet, später – um 1882 – wurde die Mineralwassergesellschaft Société Générale des Eaux Minérales de Vittel gegründet. Die bereits im Jahr 1881 eröffnete Eisenbahnlinie erwies sich als entscheidend für den weltweiten Versand des Mineralwassers, wodurch Vittel zu einer internationalen Marke aufstieg und sich zu einer der meistverkauften Marken entwickelte.
1968 wurde von Vittel die weltweit erste Flasche aus Kunststoff für Mineralwasser verwendet.
1969 wurde Vittel von Nestlé übernommen.

## Chemische Zusammensetzung (Stand: JUL 2025, "Acte No. 3" 1L Flasche)
| Stoff            | Menge in mg/l |
| ---------------- | ------------- |
| Hydrogencarbonat | 384           |
| Natrium          | 5,2           |
| Magnesium        | 42            |
| Calcium          | 240           |
| Sulfat           | 400           |
| Abdampfrückstand | 1084          |

## Kritik
Laut einer Untersuchung der Stiftung Warentest, die 2012 von der FAZ veröffentlicht wurde, fand sich (zumindest zum Zeitpunkt des Tests) eine erhöhte Belastung durch Krankheitserreger (Keime). Unter anderem durch die Abfüllung in Kunststoffflaschen ergab sich eine Abwertung auf die Note 4 des eigenen Bewertungssystems der Stiftung Warentest. In der Gesamtbewertung erreichte Vittel knapp ein befriedigendes (Note 3) Testergebnis.
2019 erhielt Nestlé den von der Organisation Deutsche Umwelthilfe erstmals vergebenen Negativpreis Goldener Geier für die unsinnigste Plastik-Einwegverpackung des Jahres beim Produkt Vittel. Der Preisträger wurde unter insgesamt mehr als 20.000 per Internet abgegebenen Stimmen ermittelt.
2024 wurde bekannt, dass Nestlé und andere Wasserfirmen in Frankreich über Jahre hinweg das geförderte Mineralwasser, welches zum Teil mit Fäkalien kontaminiert war, nicht mit in Frankreich legalen Methoden gereinigt hat. Das Wasser wurde mit Aktivkohlefiltern oder UV-Licht gereinigt, jedoch hätten die Unternehmen das Wasser nur noch als Tafelwasser statt Mineralwasser verkaufen dürfen. Betroffen ist auch die Wassermarke Vittel.

## Aktuelle Entwicklung
Seit 2006 wurde mit diversen Marketingstrategien (unter anderem durch neue Formen der Verpackung, dynamische Farben und moderne Etiketten) versucht, den Marktanteil zu steigern.
Infolgedessen sank der Grundwasserspiegel seit 1990 um 30 Zentimeter pro Jahr – in 40 Jahren um 10 Meter. Nestlé Waters wird von Anwohnern und Umweltschützern beschuldigt, das Quellwasser, das die Stadt und ihre Abfüllanlage zur Aufrechterhaltung des Exports versorgt, zu „übernutzen“. Nestlé darf für sein Mineralwasser eine Million Kubikmeter pro Jahr verwenden. Weitere 600.000 Kubikmeter Quellwasser entnimmt die Molkerei Fromagerie de l’Ermitage. Beide Unternehmen nutzen nahezu die Hälfte des Wassers von Vittel, während der Rest den etwa 5.000 Einwohnern und den umliegenden Gebieten bleibt. Der Konzern Nestlé sagt, man habe den Wasserverbrauch in den letzten 10 Jahren seit 2008 um 20 Prozent reduziert. Christophe Klotz, Leiter der Nestlé-Tochter Agrivair, sagte, man „bot an, die zugewiesene Quote freiwillig um 25 Prozent zu reduzieren.“ Das allerdings „reiche nicht aus, um den Mangel auszugleichen.“
Derzeit wird geprüft, ob die Einwohner von Vittel über eine Pipeline mit Trinkwasser von außerhalb versorgt werden sollen. Die Staatsanwaltschaft ermittelt inzwischen wegen Lobbyismus gegen eine Lokalpolitikerin. Im Herbst 2019 wurde bekannt, dass bald Anklage erhoben wird. Die Fluggesellschaft Eurowings kündigte im März 2019 an, Vittel künftig nicht mehr im Sortiment zu führen und stattdessen durch ein Produkt einer anderen Firma zu ersetzen, welche das Wasser zu 100 % in Flaschen aus Recycling-Kunststoff vertreibt. Im Oktober 2019 wurde bekannt, dass die Behörden des Departementes Vosges dem Pipeline-Projekt ihre Unterstützung entzogen haben. Seit Anfang September 2019 wird das Vittel-Wasser für die Schweiz aus einer anderen Quelle im Ort abgefüllt.
Im Oktober 2021 informierte der Nestlé-Konzern darüber, dass er seine Vertriebsvereinbarung mit dem Supermarkt-Discounter Lidl nicht verlängern werde. Der Vertrag laufe Ende Oktober 2021 „nach gemeinsamer Abstimmung“ mit Lidl aus. Anfang 2024 wurde bekannt, dass Nestlé Waters u. a. auch beim Vittel verbotene Behandlungen mit Ultraviolettstrahlung und Aktivkohlefiltern einsetzte.